# Rajmund antiochiai fejedelem
Poitiers-i Rajmund (1099 körül – Inab, 1149 június 29.) Antiochia fejedelme volt 1136–1149 között, akinek uralkodását a szomszédos muszlim államokkal való állandó háborúskodás és a Bizánccal való politikai konfliktus jellemezte.

## Élete, uralkodása
Rajmund IX. Vilmos aquitániai herceg és Toulouse-i Philippa hercegnő ifjabbik fiaként született. Gyermekkoráról keveset tudunk, annyi azonban megállapítható, hogy mikor neve felmerült, mint Antiochia lehetséges fejedelméé, már huzamosabb ideje Angliában tartózkodott, I. Henrik angol király udvarában, melyet csak a király december 1-jén bekövetkező halála után hagyott el.
Antiochia II. Bohemund fejedelem 1130-ban bekövetkezett halála után belpolitikai válságba süllyedt, köszönhetően annak, hogy Bohemundnak nem volt fiúgyermeke, így a trón a kiskorú Konstanciára szállt, aki mellett a régensi hatalmat előbb II. Balduin jeruzsálemi király, majd halála után Fulko jeruzsálemi király, végül pedig Bohemund özvegye, Aliz antiókhiai fejedelemné gyakorolta. Alíz azonban nem elégedett meg a régensi hatalommal, ezért titokban Zangi moszuli atabéghez folyamodott, akinek segítségéért cserébe felajánlotta Konstancia kezét. Alíz tárgyalásai azonban Fulko király tudomására jutottak, aki a fejedelemnét száműzte és Ralph antiochiai pátriárka hathatós közbenjárására hozzájárult Rajmund és Konstancia házasságához.
Rajmund, uralkodásának kezdetén kénytelen volt elismerni II. Jóannész bizánci császár fennhatóságát fejedelemsége felett, adófizetésre kötelezte magát és vállalta, hogy amennyiben a császár új területekkel kárpótolja őt Antiochiától keletre, lemond a fejedelemségről Bizánc javára. Ennek érdekében a két uralkodó 1138-ban közösen vezetett hadjáratot Szíria területére, de a Sajzar ostromában kicsúcsosodó hadjárat sikertelenül végződött, erre hivatkozva Rajmund is megtagadta korábbi ígéreteinek teljesítését.
A II. Jóannésszel való ideiglenes leszámolást követően Rajmund és Ralph között hatalmi harc tört ki, mely Rajmund győzelmével zárult és Ralphot elmozdította a pátriarkai székből. 1142-ben Jóannész fegyveres erővel tört be a fejedelemség területére, megkísérelve annak elfoglalását, de hadjárata sikertelenül zárult, majd a következő évben meghalt, anélkül, hogy célját elérte volna. Őt azonban a bizánci trónon az energikus I. Manuél követte, aki ismét adófizetésre kötelezte Rajmundot és rákényszerítette, hogy elismerje a konstantinápolyi pátriárka fennhatóságát országa felett.
Az 1140-es évek második fele a szomszédos muszlim államokkal való állandó háborúskodással telt. 1149-ben a sikertelen II. keresztes hadjáratot követően Antiochiába látogatott VII. Lajos francia király és felesége, Aquitániai Eleonóra. Rajmund megkísérelte a királyt megnyerni egy Aleppó ellen indítandó hadjárat tervének, de a király nem vállalkozott a feladatra, hanem Jeruzsálembe utazott, majd rövidesen hazatért (Türoszi Vilmos krónikás szerint Lajos antiochiai látogatásának rövidsége azzal indokolható, hogy Rajmund viszonyt alakított ki a nejével). Rajmund Lajos segítsége nélkül is hadjáratot indított Núr ad-Dín Mahmúd aleppói emír ellen, amelyhez az asszaszinok néven ismert felekezet katonái is csatlakoztak Ali ibn-Vafa vezetésével. Az inabi csatában súlyos vereséget szenvedett, ő maga is elesett. Núr ad-Dín fejét levágatta és elküldte a bagdadi kalifának ajándékként.
Mivel Rajmund fia, Bohemund még kiskorú volt, ideiglenesen ismét Konstancia gyakorolta a hatalmat, majd 1153-ban férjhez ment Châtilloni Rajnaldhoz, aki felvette Antiochia fejedelmi címét.